# Wierzchowo (gemeente)
De gemeente Wierzchowo is een gemeente in powiat Drawski, woiwodschap West-Pommeren. Aangrenzende gemeenten:
- Czaplinek, Kalisz Pomorski en Złocieniec (powiat Drawski)
- Mirosławiec en Wałcz (powiat Wałecki)

De zetel van de gemeente is in het dorp Wierzchowo.
De gemeente beslaat 13,0% van de totale oppervlakte van de powiat.

## Demografie
Stand op 30 juni 2004:
| Omschrijving                   | Totaal | Totaal | Vrouwen | Vrouwen | Mannen | Mannen |
| ------------------------------ | ------ | ------ | ------- | ------- | ------ | ------ |
| eenheid                        | aantal | %      | aantal  | %       | aantal | %      |
| inwoners                       | 4561   | 100    | 2245    | 49,2    | 2316   | 50,8   |
| bevolkingsdichtheid (inw./km²) | 19,3   | 19,3   | 9,5     | 9,5     | 9,8    | 9,8    |

De gemeente heeft 7,8% van het aantal inwoners van de powiat. In 2002 bedroeg het gemiddelde inkomen per inwoner 1461,72 zł.

## Plaatsen
- Wierzchowo (Duits Virchow, dorp)

sołectwo:
- Będlino, Garbowo, Nowe Laski, Osiek Drawski, Otrzep, Sośnica, Świerczyna, Wielboki, Żabin en Żabinek.

Overige plaatsen:
- Bonin, Danowice, Dębniewice, Knowie, Króle, Radomyśl, Wierzchówko, Żeńsko.